# Evey Hammond
Evey Hammond es un personaje ficticio de la novela gráfica V for Vendetta creada por Alan Moore y David Lloyd, quien se involucra en la vida de V cuando ésta es rescatada por él de un grupo de policías secretos de Londres.

## Orígenes
Evey creció en Shooters Hill al sudeste de Londres. De niña quedó huérfana al morir sus padres; su madre murió durante una guerra nuclear a comienzos de los 80 y su padre fue arrestado y ejecutado por el régimen dictatorial de Norsefire que tomó el poder tras la guerra, debido a sus tendencias políticas socialistas. Enviada a una institución para menores, fue forzada a trabajar empaquetando cerillas en cajas para exportación y luego comenzó a trabajar en una fábrica de municiones. 
Sumida en la pobreza, Evey intentó fallidamente convertirse en prostituta. Sin saberlo, le ofreció por primera vez sus servicios a uno de los "Dedos", un miembro de la policía secreta de Norsefire. A punto de ser violada en castigo por su delito, fue salvada por un misterioso hombre que utilizaba una máscara de Guy Fawkes y una capa negra haciéndose llamar "V". V permite que Evey pueda ser testigo de su atentado al Parlamento y al Big Ben. 
El enmascarado lleva a la chica a su escondite subterráneo secreto al cual llama "La Galería de las Sombras", y le venda los ojos para que no pueda reconocer el trayecto por el cual llega a ese lugar. Evey confía en V, contándole sobre la muerte de sus padres y este le consuela, acto que lleva a la secuestrada a depender de él por su seguridad. Cuando Evey se ofrece para pagar la deuda con V, este la disfraza de niña pequeña para que sirva de anzuelo en complicidad al asesinato de uno de los antiguos miembros de Norsefire, un arzobispo pedófilo. Esto le produce una sensación de culpa por tomar parte del asunto y se da cuenta de que V es más siniestro de lo que sospechaba, a pesar de que en cuanto a ella, a causa del amor que V siente por ella, intenta ayudarla.

## Versión fílmica
Evey fue interpretada por Natalie Portman en la adaptación cinematográfica de 2006. En la película, Evey no es una prostituta, sino que trabaja en la cadena de televisión oficial del país, pero de todas formas es capturada por los "Dedos" durante el estado de sitio en la ciudad. Sus primeras apariciones no indican la inocencia de los 16 años del cómic sino el carácter de una joven más mayor, independiente y libre. 
- Datos: Q1074019